# District de Mandritsara

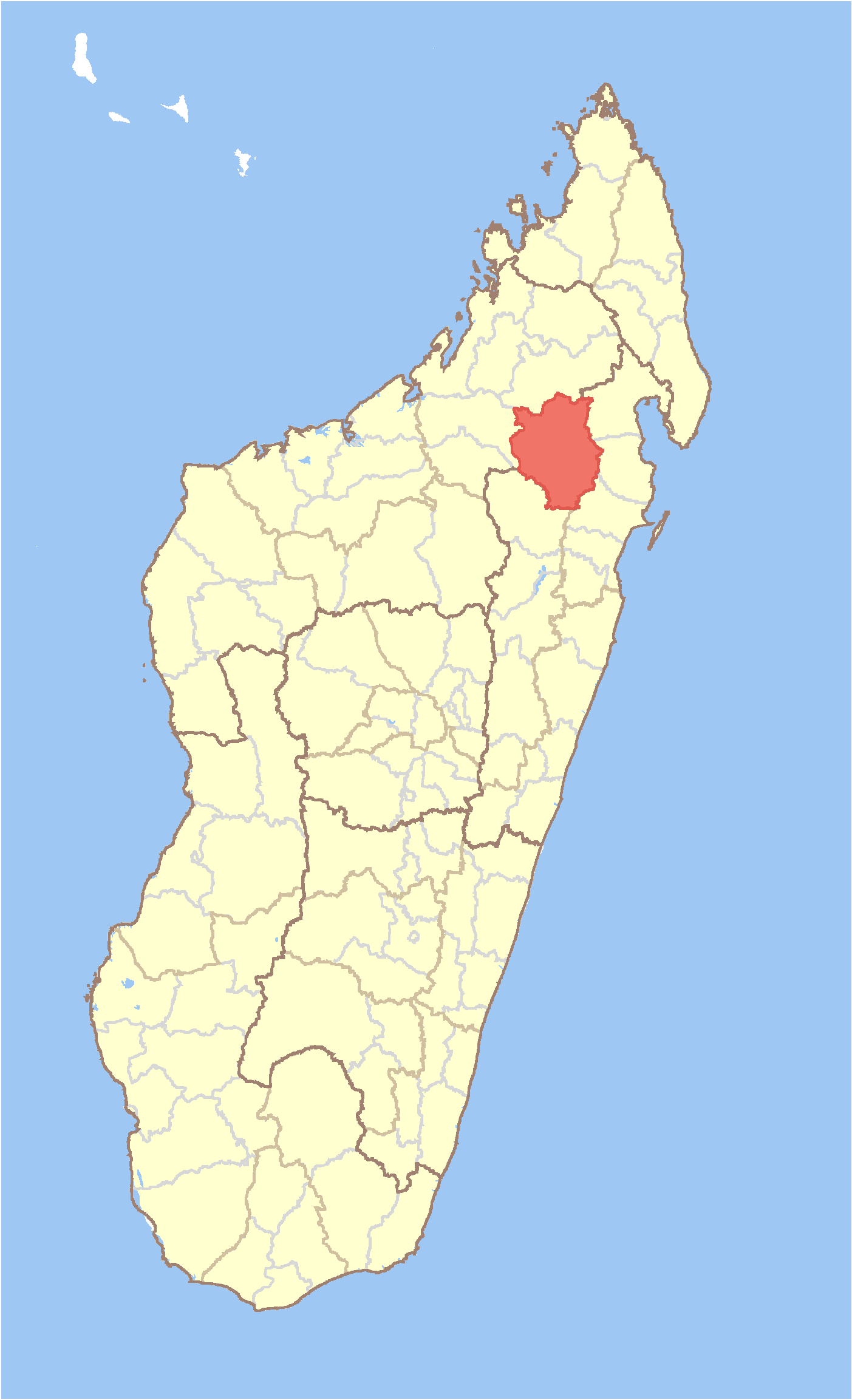
District de Mandritsara

Mandritsara est l'un des districts de la région Sofia, situé dans le Nord-Est de Madagascar.